# Coltrane changes

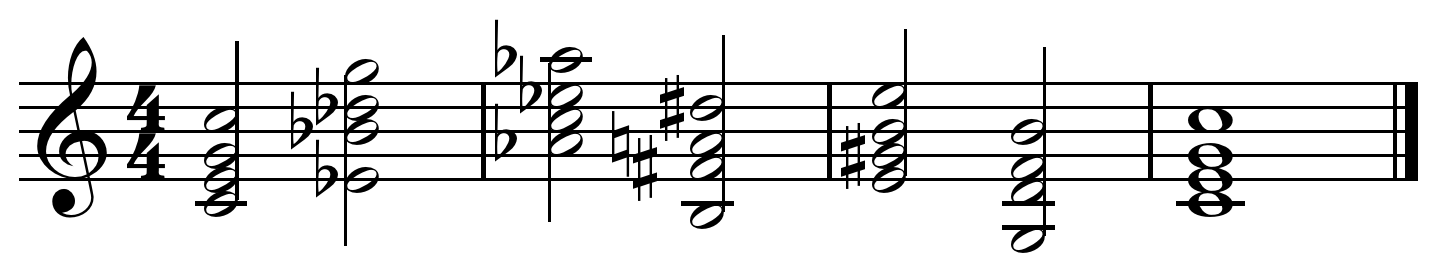
mostra de forma concreta o que são as notas da composição

Na harmonia do jazz, a Coltrane changes (ou Coltrane Matrix) é a substituição da progressão harmônica popularizada pelo músico de jazz John Coltrane no álbum de 1960 Giant Steps, especificamente em suas composições "Giant Steps" e "Countdown" o último que é uma versão reharmonizada da música "Tune Up" de Miles Davis.